# Vườn quốc gia Khangchendzonga
Vườn quốc gia Khangchendzonga còn được biết đến với tên Vườn quốc gia Kanchenjunga hay Khu dự trữ sinh quyển Kanchenjunga là một vườn quốc gia, khu dự trữ sinh quyển nằm tại Sikkim, Ấn Độ. Tên của nó bắt nguồn từ Kangchenjunga, đỉnh núi có chiều cao 8.586 mét và là đỉnh cao thứ 3 thế giới. Tổng diện tích của vườn quốc gia này là 849,5 km2 (328,0 dặm vuông Anh) bao gồm núi cao, sông băng. Vườn quốc gia là nơi đáng chú ý khi là nhà của một số loài động vật hoang dã cực kỳ quý hiếm và có nguy cơ tuyệt chủng cao như Báo tuyết, Dê núi sừng ngắn Himalaya, Hươu xạ.
Năm 2016, vườn quốc gia đã được UNESCO công nhận là Di sản thế giới và nó cũng là di sản hỗn hợp đầu tiên tại Ấn Độ.

## Lịch sử
Trong quá khứ, vườn quốc gia là nơi có một vài khu định cư của bộ lạc người Lepcha. Tu viện Tholung nằm trong vùng đệm của vườn quốc gia là một trong những  tu viện linh thiêng nhất ở Sikkim.

## Địa lý
Vườn quốc gia nằm ở phía Bắc và Tây của Sikkim. Độ cao nơi đây dao động từ 1.829 mét (6.001 ft) tới 8.550 mét (28.050 ft) với tổng diện tích 849,5 km2 (328,0 dặm vuông Anh) khiến nó là một trong số những vườn quốc gia cao nhất tại Ấn Độ.
Phía bắc của vườn quốc gia là Khu dự trữ thiên nhiên quốc gia Qomolangma ở Tây Tạng, trong khi phía tây là Khu bảo tồn Kanchenjunga của Nepal.

## Tự nhiên
Thực vật chủ yếu tại đây là rừng lá rộng ôn đới và rừng hỗn giao với sự xuất hiện của Sồi, Lãnh sam, Bạch dương, Phong, Liễu...Ngoài ra là các loài cây bụi, cỏ núi cao, cây thuốc và rau thơm.
Về động vật, vườn quốc gia là nơi đáng chú ý với sự xuất hiện của nhiều loài động vật quý hiếm như Báo tuyết, Dê núi sừng ngắn Himalaya, Hươu xạ, Sói đỏ, Gấu lợn, Gấu đen Himalaya, Gấu trúc đỏ, Cầy hương, Lừa hoang Tây Tạng, Cừu Bharal, Sơn dương Himalaya, Linh ngưu và một số loài bò sát trong đó như rắn hổ bướm. Một nghiên cứu gần đây cho thấy, cáo đỏ châu Á đang trở nên rất hiếm trong khu vực. Những con sói sinh sống trong Khu dự trữ sinh quyển Khangchendzonga được cho là thuộc về các phân loài hiếm và khác biệt về mặt di truyền là C. a. primaevus. C. a. primaevus.
Khangchendzonga còn là nhà của 550 loài chim trong đó phải kể đến Trĩ, Gà lôi Satyr, Gà lôi Tây Á, Ó cá, Kền kền Himalaya, Kền kền râu, Cu xanh, Gà tuyết Tây Tạng, Bồ câu tuyết, Tìm vịt lục bảo châu Á, Họ Hút mật và Đại bàng.

## Văn hóa
Vườn quốc gia cũng là nơi mang trị văn hóa to lớn của những người dân bản địa Sikkim. Một số lượng lớn các yếu tố tự nhiên bao gồm hang động, sông hồ, núi... kết hợp với các câu chuyện thần thoại là những đối tượng thờ cúng của người dân bản địa. Ý nghĩa linh thiêng của câu chuyện được tích hợp với tín ngưỡng Phật giáo chính là yêu tố tinh thần của người Sikkim.